# Ipodoryctes nitidus
Ipodoryctes nitidus är en stekelart som beskrevs av Sergey A. Belokobylskij 2001. Ipodoryctes nitidus ingår i släktet Ipodoryctes och familjen bracksteklar. Inga underarter finns listade i Catalogue of Life.